# Мазниашвили, Георгий Иванович
Гео́ргий Иванович Мазниашви́ли (Мазнев) (груз. გიორგი ივანეს ძე მაზნიაშვილი) (6 апреля 1870 — 16 декабря 1937) — национальный герой Грузии, грузинский генерал, военачальник Грузинской Демократической Республики. Кавалер ордена Святого Георгия 4-й степени. Полковник Русской императорской армии.

## Биография
Родился в 1870 году в селе Сасирети Каспского района (в современной провинции Шида-Картли, Грузия, в то время в составе Российской империи).
Окончил Тифлисское пехотное юнкерское училище (по 2-му разряду). В составе 2-го Восточно-Сибирского стрелкового полка участвовал в русско-японской войне, за боевые отличия был награждён четырьмя орденами и золотым оружием «За храбрость». Был ранен.
В Первую мировую войну в составе Сибирскаго стрелковаго генерал-адъютанта графа
Муравьева-Амурскаго полка воевал на Западном фронте. Был дважды ранен: 27 сентября 1917 года и 22 января 1915 года. Приказом военного министра А. Керенского от 6 мая 1917 года был назначен командиром 1-го Сибирского стрелкового полка.
После Октябрьской революции возвратился в Грузию где сформировал грузинскую 2-ю дивизию и обеспечил защиту Тифлиса от хаотически отступающих, охваченных большевистским разложением солдат бывшей Русской императорской армии.
В апреле 1918 года на основе Брестского мира турки заняли Батуми, откуда, в нарушение соглашений, продолжили наступление в грузинскую провинцию Гурию, достигнув Озургети. Мобилизовав народное ополчение, партизан и части войск, Мазниашвили 6 апреля нанёс им решающее поражение у реки Чолоки.
В июне 1918 года был назначен генерал-губернатором Абхазии, где участвовал в подавлении большевистского сопротивления. В конце июня 1918 года командовал грузинским отрядом из 500 солдат с двумя батареями в первой фазе Сочинского конфликта. Занял Гагры, Сочи и Туапсе. Через некоторое время преследуемые с севера Добровольческой армией большевики (остатки армии Сорокина) выбили из Туапсе грузинский отряд, затем отступив на Майкоп, а Туапсе было занято добровольцами.
В октябре 1918 года назначен генерал-губернатором Тифлисского округа. В ноябре 1918 года назначен главнокомандующим в войне с Арменией, руководил защитой Грузии от наступления войск «генерала Дро». С 1919 года служил генерал-губернатором Ахалцихе и Ахалкалаки, 8 октября 1920 года был назначен начальником Тифлисского гарнизона.
Во время большевистского вторжения в Грузию в феврале 1921 года был назначен командующим Соганлугской группировкой войск, руководил обороной высот Соганлуги (пригород Тифлиса).
В марте 1921 года, после того как турки вновь заняли Аджарию, грузинские большевики обратились за помощью к Мазниашвили. Серго Орджоникидзе заявил: «как меньшевистский генерал ты объявлен вне закона и любой может тебя расстрелять, поэтому переходи на сторону большевиков». Мазниашвили ответил: «Я не меньшевистский и не большевистский генерал. Я грузинский генерал». Мазниашвили срочно разработал план операции, 18—19 марта с остатками грузинских войск освободил Батуми и передал регион Советским властям. Тем самым он спас Аджарию от участи других грузинских земель, оставшихся во владении Турции.

С апреля 1921 года служил командиром дивизии в Красной Армии Грузии, а с июля инспектором пехоты.
Несмотря на свои заслуги, в 1923 году он был арестован вместе с членами «Военного центра» по обвинению в подготовке всеобщего восстания в Грузии и приговорён к расстрелу. Через два года был выведен из камеры для смертников и вывезен в Иран. 
Из Ирана он перебрался во Францию и жил в Париже. Однако генерал не смог долго быть на чужбине и после длительных переговоров с советским правительством вернулся на родину. Но в СССР его ждало множество неприятностей и несправедливостей. Ему не дали работы, не назначили пенсии. Оставшись без средств, генерал удалился в родную деревню Сасирети, где жил вдали от политической жизни и кормил семью ведением хозяйства.
Во время чисток 1937 года был арестован его сын, а затем и самого генерала арестовали и расстреляли. Местонахождение его могилы неизвестно.

## Воспоминания соратников
Генерал Мазниашвили часто упоминается боевыми соратниками, в том числе в воспоминаниях генерала Квинитадзе. Впервые они встретились в декабре 1918 года во время войны с Арменией. Квинитадзе недавно подал в отставку, а Мазниашвили был действующим командующим. Однако Квинитадзе просил использовать его в деле, и Мазниашвили предложил ему должность начальника штаба. Видя сомнения бывшего начальника перейти под начала своего подчиненного, Мазниашвили усадил его в своё кресло и предложил приступить к планированию операции за его собственным столом. Кампанию генералы успешно провели в полном взаимопонимании. По воспоминаниям Квинитадзе, Мазниашвили отличался необыкновенной отвагою и самоотверженностью, проявляя их даже тогда, когда командующему этого не следовало делать, так как его ранение или гибель могли принести огромный вред общему делу.

## Чины
- Подпоручик (ст. 29.09.1894).
- Поручик (ст. 29.09.1898).
- Штабс-капитан (ст. 29.09.1902).
- Подполковник (приказ от 05.03.1915; ст. 27.09.1914; за отличия в делах).
- Полковник (приказ от 26.11.1916; ст. 31.05.1916).

## Награды
Российской империи:
- Орден Святой Анны 4-й степени (1905).
- Орден Святого Станислава 3-й степени с мечами и бантом (1905).
- Орден Святой Анны 3-й степени (1905).
- Орден Святого Станислава 2-й степени с мечами (1905).
- Золотое оружие «За храбрость» (13.04.1907).
- Орден Святой Анны 2-й степени (1911).
- Орден Святого Георгия 4-й степени (05.08.1917)[1].

Грузии:
- Орден национального героя (2013).

## Память
В Тбилиси (улица Цинамдзгвришвили) Мазниашвили установлен памятник, его именем названа улица.